# Municipio de Fairhaven (Illinois)
El municipio de Fairhaven (en inglés: Fairhaven Township) es un municipio ubicado en el condado de Carroll en el estado estadounidense de Illinois. En el año 2010 tenía una población de 910 habitantes y una densidad poblacional de 9,2 personas por km².

## Geografía
El municipio de Fairhaven se encuentra ubicado en las coordenadas 41°58′36″N 89°55′9″O / 41.97667, -89.91917. Según la Oficina del Censo de los Estados Unidos, el municipio tiene una superficie total de 98.89 km², de la cual 98,89 km² corresponden a tierra firme y (0 %) 0 km² es agua.

## Demografía
Según el censo de 2010, había 910 personas residiendo en el municipio de Fairhaven. La densidad de población era de 9,2 hab./km². De los 910 habitantes, el municipio de Fairhaven estaba compuesto por el 98,24 % blancos, el 0,77 % eran asiáticos, el 0,55 % eran de otras razas y el 0,44 % eran de una mezcla de razas. Del total de la población el 2,42 % eran hispanos o latinos de cualquier raza.